# 庞道沐
庞道沐（1942年10月— ），男，汉族，湖南临澧县烽火乡龙泉村人，中华人民共和国政治人物，曾任湖南省人民政府副省长，湖南省人大常委会副主任。

## 生平
庞道沐早年在武汉大学就读，后于1965年11月加入中国共产党。1968年12月前往湖南省南湾湖军垦农场工作；1970年3月步入政坛，在常德地区革委会组织组工作；后历任共青团常德地委常委、副书记、书记；1983年6月至1985年3月任中共常德地委委员、宣传部长；1985年3月至1990年9月出任中共常德地委副书记、常德撤地建市后出任该市党委副书记:204。1990年9月，升任中共常德市委书记:68。
1994年12月29日，升任湖南省人民政府副省长。2003年1月至2008年1月，任湖南省人大常委会副主任、党组成员。